# Didier Queloz
Didier Patrick Queloz (ur. 23 lutego 1966 w Genewie) – szwajcarski astronom, laureat Nagrody Nobla w dziedzinie fizyki w 2019 roku.

## Życiorys
W 1990 ukończył studia na Wydziale Fizyki Uniwersytetu w Genewie, w 1995 uzyskał tam tytuł doktora. Jego promotorem był Michel Mayor. Od 2008 roku Queloz jest profesorem na Uniwersytecie Genewskim, a od 2012 roku również na Uniwersytecie w Cambridge.
W 1995, wspólnie z Michelem Mayorem, opublikował doniesienie o odkryciu planety pozasłonecznej 51 Pegasi b, pierwszej planety krążącej wokół gwiazdy podobnej do Słońca – 51 Pegasi.

## Nagrody
W 2017 otrzymał Nagrodę Wolfa.
8 października 2019 roku, wspólnie z Michelem Mayorem, został laureatem Nagrody Nobla w dziedzinie fizyki za odkrycie egzoplanety orbitującej wokół gwiazdy typu słonecznego. Otrzymali za to połowę nagrody, druga połowa przypadła Jamesowi Peeblesowi.